# Mathis Type MY, MB e PY
La Type MY, la Type MB e la Type PY erano tre autovetture di fascia medio-bassa, prodotte tra il 1926 ed il 1933 dalla Casa automobilistica francese Mathis.

## Profilo
Tali vetture, assieme alle loro derivate, costituirono una famiglia di modelli di fascia medio-bassa, diversi tra loro, e che diedero luogo ad un'enorme gamma di versioni, per soddisfare tutte le esigenze.
Nel marzo del 1926 fu presentata la Type MY, anche se la commercializzazione ufficiale cominciò solo in estate. La Type MY andava a sostituire la Type M e si collocava immediatamente sotto la Type G. Disponibile in numerose carrozzerie, era equipaggiata da un motore a 4 cilindri da 1187 cm³. La distribuzione era a valvole laterali. La potenza massima era di 22 CV. La trasmissione era a frizione a dischi multipli in bagno d'olio: solo negli ultimi anni di produzione fu utilizzata una frizione monodisco a secco. Al retrotreno era presente un differenziale che forniva il moto alle ruote motrici posteriori. Il cambio era a 4 marce. I freni erano a tamburo sulle quattro ruote. La velocità massima spaziava tra i 70 e gli 80 km/h a seconda del tipo di carrozzeria utilizzato.
Contemporaneamente alla Type MY fu lanciata anche la Type MB, identica in tutto e per tutto alla Type MY, tranne che per il telaio a passo accorciato, il quale passò da 2.65 a 2.50 m di passo.
Nel 1928 la Type MB fu tolta di produzione, mentre nel 1930 fu la volta della Type MY.
Ma già all'inizio dello stesso anno furono lanciate le Type MYN, identiche alle prime due tranne che per il telaio, allungato fino a 2.735 m di interasse.
Nell'estate dello stesso anno furono lanciate anche le Type PY, che tentarono una scalata al mercato americano. Tali vetture montavano una versione rialesata del motore dei precedenti modelli, che raggiunse così una cilindrata di 1226 cm³ e 24 CV di potenza massima. Il tentativo ebbe però scarso successo e neppure l'introduzione di una versione leggermente più brillante, denominata Type PYC (con potenza di 26 CV) seppe far breccia nel cuore della popolazione d'oltreoceano. Si pensò quindi ad una versione sportiva, denominata Type PY Sport, che montava un motore da 1525 cm³ preso dalla Type QMY. Ma anche tale tentativo incontrò scarsi consensi. Perciò, nel 1933, la Type PY fu tolta di produzione.
Nel frattempo, nell'agosto del 1931, fu introdotta in Francia la Type MYP, praticamente una Type MY con motore della Type PY. La velocità massima era di 85 km/h. Inizialmente montava un cambio a 3 marce, che divenne a quattro negli ultimi modelli, denominati Type MYP-4V.
Nel 1932, l'intera gamma delle MYN/MYP e derivate fu tolta di produzione, con l'eccezione delle sole versioni commerciali, che continuarono ad essere prodotte fino al 1933.

Questa vasta ed articolata famiglia di modelli fu l'ultima di fascia medio-bassa prodotta dalla Mathis.